# 新維孫
47°58′0″N 32°50′25″E / 47.96667°N 32.84028°E
新維孫（烏克蘭語：Нова Висунь），是烏克蘭南部的村莊，隸屬尼古拉耶夫州的巴什坦卡區。該村始建於1920年，面積0.82平方公里，海拔高度134米，2001年人口91，人口密度每平方公里111人。